# Nozomu Kasagi
Nozomu Kasagi (笠木 望, Kasagi Nozomu, né en 1974 en Hokkaidō) est un réalisateur japonais.

## Filmographie
- きみのジャージはどこ (Kimi no jaaji wa doko) (2001)
- スワンズソング　(Suwanzu Songu; « chant du cygne ») (2002)
- TOKYOスピーシーズ (Tokyo Species (en)) (2012)

## Source
- (en) Cet article est partiellement ou en totalité issu de l’article de Wikipédia en anglais intitulé « Nozomu Kasagi » (voir la liste des auteurs).